# Sven-Göran Eriksson
Sven-Göran Eriksson (Sunne, Švedska, 5. veljače 1948. – Björkefors, Švedska, 26. kolovoza 2024.) bio je švedski nogometaš i trener. 

## Igračka karijera
Eriksson je igračku karijeru započeo 1966. godine u Torsbyju. Od 1966. do 1975. godine igrao je u ukupno četiri švedska kluba.

## Trenerska karijera
Prvi trenerski angažman imao je 1977. godine u švedskom Degerforsu. Trenirao je ukupno deset klubova i tri nogometne reprezentacije Englesku, Meksiko i Obalu Bjelokosti. U tri kluba radio je kao direktor što i sada radi u Al Nasriju. Englesku nogometnu reprezentaciju vodio je na Svjetskim prvenstvima 2002. i 2006, a Obalu Bjelokosti 2010. Englesku je također vodio i na Europskom prvenstvu 2004. godine. Trenirao je klubove u četiri države Švedskoj, Portugalu, Engleskoj i Italiji. U prosincu 2016. godine je Eriksson naslijedio Clarencea Seedorfa na klupi kineskog kluba Šenžen. Bivši trener NK Istre 1961, Goran Tomić, je postao prvi pomoćnik Šveđanina u Šenženu. Eriksson je dobio otkaz poslije šest mjeseci, nakon što nije uspio pobijediti u posljednjih osam utakmica.

## Uspjesi
Degerfors IF
- Divizija tri Västra Svealand (1): 1978.

IFK Göteborg
- Allsvenskan (1): 1982.
- Svenska Cupen (2): 1979., 1982.
- Kup UEFA (1): 1982.

Benfica
- SuperLiga (3): 1983., 1984., 1991.
- Taça de Portugal (1): 1983
- Supertaça Cândido de Oliveira (1): 1989
- Europski kup: 1990. (finale)
- Kup UEFA: 1983. (finale)

Roma
- Coppa Italia (1): 1986.

Sampdoria
- Coppa Italia (1): 1994.

Lazio
- Serie A (1): 2000.
- Coppa Italia (2): 1998, 2000
- Supercoppa Italiana (2): 1998., 2000.
- UEFA Kup pobjednika kupova (1): 1999.
- UEFA Superkup (1):1999.
- Kup UEFA: 1998. (finale)

Engleska
- FA Summer Tournament (1):  2004.

## Vanjske poveznice
- Sven Speaks Up! Službena stranica  Arhivirana inačica izvorne stranice od 3. siječnja 2009. (Wayback Machine)
- Profil na TheFA.com